# Bandera de Grenada
La bandera de Grenada es va adoptar el 1974. Les sis estrelles alineades a dalt i a baix representen les 6 parròquies del país i l'estrella central, dintre una rodona vermella, representa la parròquia de Saint George's, la capital. Els triangles verds representen l'agricultura i els grocs, el sol.
A l'esquerra hi ha una nou moscada.
L'ensenya civil i nacional és la mateixa que la bandera nacional però amb una proporció d'1:2 en comptes de 3:5, i l'ensenya naval es basa en la White Ensign britànica.